# Sütterlin
Sütterlin is een handschrift dat tussen 1915 en 1941 op Duitse scholen werd geleerd. Het werd ontwikkeld door Ludwig Sütterlin en  in 1915 in Pruisen ingevoerd. Vanaf 1920 werd geleidelijk aan in heel Duitsland deze standaardisatie gebruikt. In 1935 werd het het officiële schrift in heel Duitsland. In 1941 werd dit schrift door Martin Bormann in opdracht van Hitler verboden.
Het schrift is een standaardisering van de voorheen zeer verschillende Kurrentschriften. Sommigen onder de oudere Duitse bevolking kunnen niet anders schrijven dan in dit schrift, dat voor de huidige generatie Duitsers vrijwel onleesbaar is.
Een overblijfsel van dit schrift is vandaag nog zichtbaar als de ß in bijvoorbeeld "Straße" (straat), een ligatuur van de lange s en de z (ſ+z). Ook de umlaut is op dit schrift terug te voeren. Vroeger werden de 'ä', 'ö' en 'ü' als 'ae', 'oe' en 'ue' geschreven, waarbij de 'e' in Sütterlin in het klein boven de letter 'a', 'o' of 'u' kwam te staan. Een 'e' in Sütterlin lijkt, als ze klein geschreven wordt, op twee streepjes.
Specifiek in dit schrift zijn voorts het bestaan van twee tekens voor de 's' (wat trouwens ook geldt voor de 'gotische' drukletter, de Fraktur). Afhankelijk of de s op het einde of in het midden van het woord staat, wordt een ander teken gebruikt: een zogenaamde Rund-s of Schluß-s voor het woordeinde en de Lang-s in het midden. In samenstellingen kan de Rund-s in het midden van een woord voorkomen, bijvoorbeeld in Hausschlüssel en ausbrechen: Haus heeft een Rund-s en die wordt behouden in het midden van het woord Hausschlüssel.
Eigenlijk ontwierp Sütterlin twee verschillende schriftsystemen, maar het tweede, een gestileerd Latijns schrift, is weinig gebruikt of bekend.
Het Duitse vooroorlogse schrift was de Fraktur en niet het Gotische schrift.

## Tabel
| alfabet    | alfabet |
| ---------- | ------- |
| A a        |         |
| B b        |         |
| C c        |         |
| D d        |         |
| E e        |         |
| F f        |         |
| G g        |         |
| H h        |         |
| I i        |         |
| J j        |         |
| K k        |         |
| L l        |         |
| M m        |         |
| N n        |         |
| O o        |         |
| P p        |         |
| Q q        |         |
| R r        |         |
| S s        |         |
| T t        |         |
| U u        |         |
| V v        |         |
| W w        |         |
| X x        |         |
| Y y        |         |
| Z z        |         |
| ligaturen  |         |
| Ä ä        |         |
| Ö ö        |         |
| Ü ü        |         |
| sz / ss    |         |
| ll         |         |
| tz         |         |
| St         |         |
| MM mm      |         |
| NN nn      |         |
| cijfers    |         |
| 0123456789 |         |